# Anarete candidata
Anarete candidata är en tvåvingeart som beskrevs av Alexander Henry Haliday 1833. Anarete candidata ingår i släktet Anarete och familjen gallmyggor. Arten är reproducerande i Sverige. Inga underarter finns listade i Catalogue of Life.